# زراکتینول
زراکتینول (به انگلیسی: Xeractinol) با فرمول شیمیایی C۲۱H۲۲O۱۲ یک ترکیب شیمیایی است. 